# AmigaGuide
Az AmigaGuide egy hipertext jelölőnyelvű fájlformátum, melyet amigákra fejlesztettek ki és az AmigaOS 2.0 operációs rendszer részeként adtak ki. Az ilyen formátumú fájlok tisztán szöveges (ASCII) állományok, így bármilyen szövegszerkesztővel feldolgozhatók, szerkeszthetők. A szokásos fájlkiterjesztés a .guide. Az AmigaOS 3.0-tól kezdődően a MultiView, illetve általánosságban az adattípus-kezelő rendszer szolgál az AmigaGuide fájlok megjelenítésére.
Az AmigaGuide fájlok hasonlóan épülnek fel, mint a GNU Texinfo állományai, melyek szintén gyakorlan használatosak alkalmazás segédletekként, vagy súgókként, mivel a hipertext hivatkozások erre különösen alkalmassá teszik őket. A később kifejlesztett Microsoft Help formátuma és megjelenése is nagyon közel áll ehhez.

## Alapkövetelmények
- Amiga 500 Plus vagy újabb modell
- AmigaOS 2.0 vagy újabb operációs rendszer
- Bármilyen szövegszerkesztő (pl. ED)
- amigaguide.library programkönyvtár a LIBS: könyvtárban[3]
- AmigaGuide alkalmazás a SYS:Utilities/ könyvtárban[5]

## Jellemzők
- Hierarchikus hipertext adatbázis
- Dinamikus csomópont kezelés
- Többszintű tartalomjegyzék
- Végtelen meglátogatott csomópont történet, útvonal visszakeresés
- Többféle betűtípus beállítás
- Komplex bekezdés elrendezés
- Külső hivatkozások
- Vágólap támogatás
- Többszínű szöveg támogatása
- ARexx támogatás
- DataType-ok támogatása kép, hang, animáció megjelenítésére[6]

## Szintaxis
Az Amigaguide parancsok mindig a "@" karakterrel kezdődnek, legtöbbjük mindig a sor elején helyezkedik el és a parancson, valamint paraméterein kívül mást nem tartalmazhat a sor. Nem kötelező, de az olvahatóság miatt célszerű a parancsokat nagy kezdőbetűvel írni. Három fajta parancs létezik: globális (Global), csomóponti (Node) és tulajdonságok (Attributes).
- Globális parancsokat általában a dokumentum legelején helyezik el, a legelső csomópont előtt, így az összes csomópontra vonatkoznak.
- Egy csomópont a "@Node" paranccsal kezdődik és az "@Endnode" parancs zárja le. A csomóponti parancsok ezeken belül érvényesek.
- Tulajdonságokat bárhol megadhatunk a szövegben "@" jellel kezdődően és kapcsos zárójelek ("{" és "}") közé téve.[7]

A parancsok száma idővel bővült, így bizonyos újabb parancsok csak a kiadásukkor legfrissebb AmigaOS alatt működnek, régebbi operációs rendszereken nem kerülnek feldolgozásra (figyelmen kívül vannak hagyva).

## Megjelenítő alkalmazások
- AmigaOS – AmigaGuide 34
- Java – JAG-Walker
- JavaScript – AmigaGuideJS
- Windows – WinGuide
- Linux – AGReader